# Seiichi Kaneta
Seiichi Kaneta (金田 誠一, Kaneta Seiichi), né en 28 septembre 1947 à Kikonai dans le district de Kamiiso (Hokkaidō) et mort le 10 mars 2023 à Hakodate (Hokkaidō), est un homme politique japonais de le parti démocrate du Japon, un membre de la chambre des représentants à la diète (législature nationale). Originaire de le district de Kamiiso dans la préfecture de Hokkaidō et diplômé du secondaire, il a rejoint le gouvernement de la ville de Hakodate en 1966. Après avoir siégé à l'assemblée municipale de Hakodate pendant quatre mandats depuis 1979, il a été élu à la chambre des représentants pour la première fois en 1993 en tant qu'indépendant avec l'aval du parti socialiste japonais.
Kaneta meurt le 10 mars 2023 d'une hémorragie intracérébrale, à l'âge de 75 ans.